# 自由鸟属

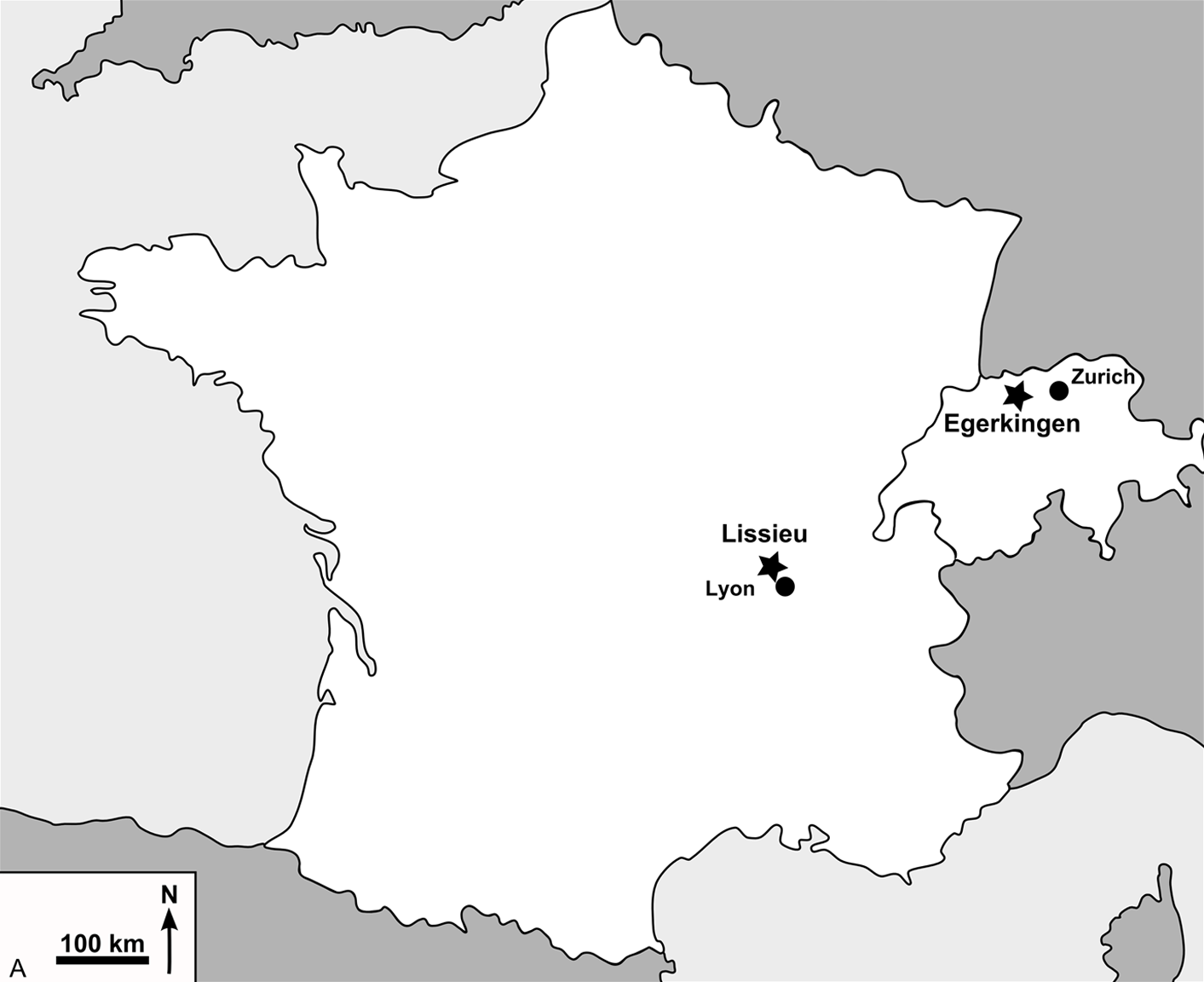
自由鳥的發現地點

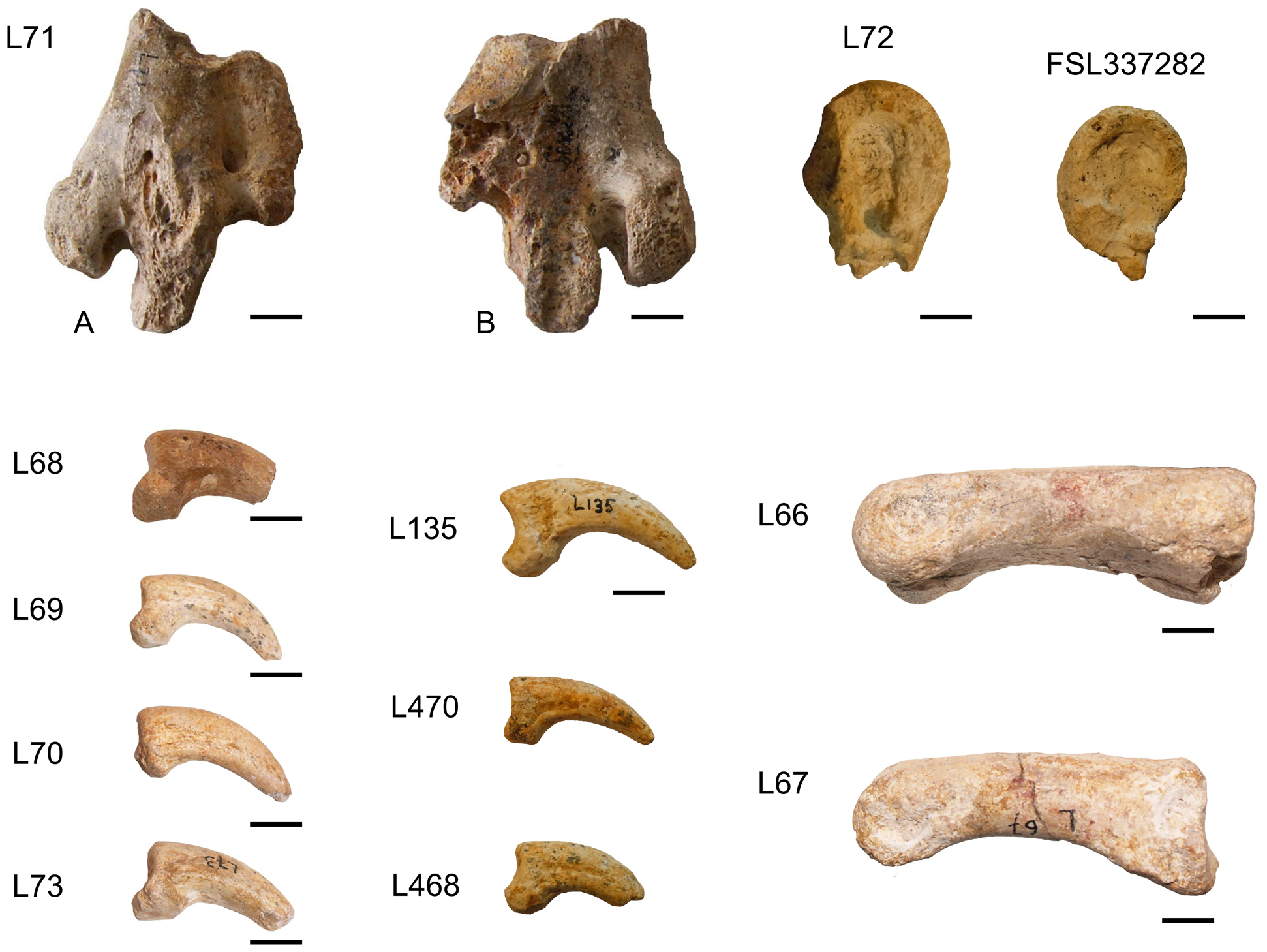
法國發現的自由鳥標本

自由鳥即自由恐鶴，是一種已經滅絕的中型掠食性鳥類，是恐鶴科的一員，其身高可達1.5米。當其他恐鶴科成員皆在美洲發現時，這種中始新世的鳥類卻在法國與瑞士發現。

## 發現
自由鳥的部分遗骸是在法国里昂附近和瑞士索洛图恩州的埃格金根。2013年，Delphine Angst等人對自由鳥(Eleutherornnis)进行了重新审查和描述。

## 描述
自由鳥是一種中等體型的恐鶴，其可達1.5米都身高顯示了其基幹於特化的組合。与裸翼鳥一样，其跗跖骨的跗部中部扩大，而与裸翼鳥相比，其髂骨的前髋臼侧向更窄且其综荐骨的神经棘更加疏鬆，這一特徵與更進步的恐鶴更為相似。

## 地理
自由鳥是目前已知的唯一在歐洲發現的恐鶴科成員，也是該科極少數在美洲之外發現的成員，儘管2011年，研究人員描述了在阿爾及利亞發現的拉氏鳥，但這個物種的分類地位仍然存在爭議。